# 로베르토 카발리

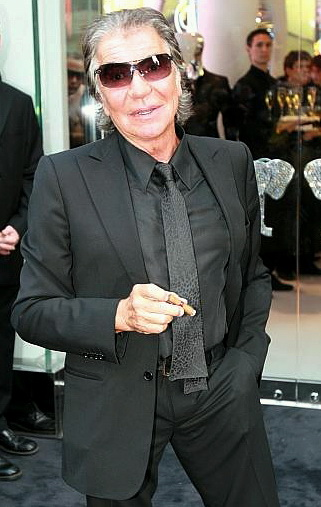
로베르토 카발리

로베르토 카발리(Roberto Cavalli, 1940년 11월 15일~2024년 4월 12일)은 이탈리아 피렌체 출신의 패션 디자이너이다.
1970년부터 자신의 이름을 딴 컬렉션을 전개하고 있다. 1972년에 첫 부티크를 프랑스의 Saint-Tropez에 오픈하고 이후 유럽과 아시아 각국을 포함한 세계 약 50개국에서 전개하고있다. 남녀를 위한 의류뿐만 아니라 시계, 액세서리, 신발, 향수 등 다양한 컬렉션을 전개하고있다. 또한 동명의 보드카와 와인 브랜드도 전개하고 있다.